# Мариинское Евангелие
Марии́нское Ева́нгелие, или Мариинское четвероевангелие (лат. Codex Marianus) — глаголическая неполная рукопись четвероевангелия, памятник старославянского языка, датируется XI веком.

## История

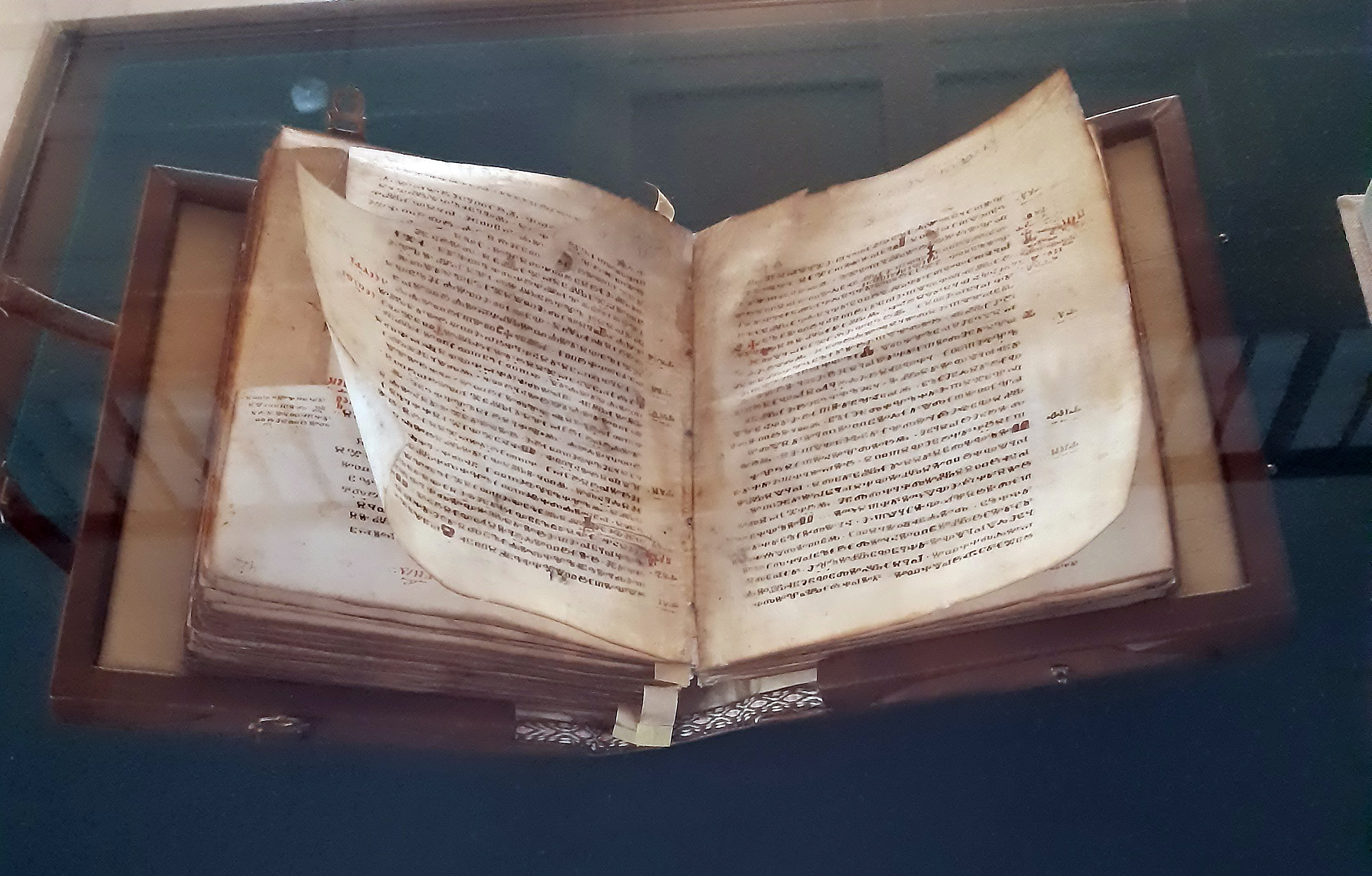
Фото после реставрации 2021 года, в «экзопереплёте»

Памятник создан в Македонии, писцом был серб или болгарин.
Её основную часть (171 лист) нашёл Виктор Григорович в русском скиту Успения Пресвятой Богородицы Ксилургу, или Мариинском (в честь которого рукопись и называется) на Афоне в 1840-х годах; после смерти Григоровича она поступила в Румянцевский музей в Москве (ныне Российская государственная библиотека), где и хранится поныне под шифром «Григ 6» или «Муз 1689 (ф. 87)». Два начальных листа позже нашёл Антон Миханович и подарил Францу Миклошичу, после смерти которого они поступили в Народную библиотеку в Вене, где и хранятся под шифром «Cod. Slav. 146».
Шесть первых и два последних листа отсутствуют.
Рукопись не имела переплёта и для неё в ходе реставрации 2020-х годов изготовлено подобие ковчежца с толстыми крышками и застёжками.

## Описание
В рукописи сильные редуцированные гласные уже чаще заменяются буквами о, е, слабые же не обозначаются, то есть буквы ъ, ь. опускаются или смешиваются:
- золъ вместо зълъ
- дьвѣ вместо дъвѣ
- дєнь вместо дьнь
- вьнѣ вместо вънѣ

Мариинское Евангелие — памятник старославянского языка сербской редакции, в нём нашли отражение некоторые сербские фонетические особенности, внесённые в старославянский текст сербским писцом. Здесь смешиваются буквы ѫ и ѹ, ѭ и ю:
- мѫжѫ вместо мѫжоу
- лѭбъвє вместо любъвє

В начале слов употребляется ѹ вместо въ:
- ѹсєлєнѫѭ вместо въсєлѥнѫѭ и др.

Всё это — отражение фонетических особенностей живого сербского языка того времени.

## Издания
Первые издания рукописи принадлежат Миклошичу (1850), который опубликовал фрагменты Михановича, и Измаилу Срезневскому (1866), который в своё издание «Древние глаголические памятники сравнительно с памятниками кириллическими» включил отрывки из части Григоровича. Полное научное издание (в транслитерации кириллицей) принадлежит Ватрославу Ягичу: Quattuor evangeliorum versionis palaeoslovenicae codex Marianus glagoliticus. — Berlin & St. Petersburg: Weidmann, 1883 [имеется репринт: Graz: Akademischer Druck- und Verlagsanstalt, 1960]. Факсимильного издания нет, хотя отдельные листы часто воспроизводятся в палеографических альбомах, учебниках старославянского языка и т. п.